# 六國 (諸侯國)
六国（“六”在此处汉语拼音 lù） ，又稱錄國，周代位于淮河流域的诸侯国，为皋陶之后裔，入春秋后沦为楚国的附庸，终为楚穆王所灭。
郭沫若《两周金文辞大系考释》认为，西周青铜器铭文出现的“录”和“录伯”，就是后来春秋时代的六国。青铜器铭文记录了西周时代的周王命令录伯戍守防范淮夷的史实。 
春秋时代楚国崛起，六国沦为楚国的附庸。《春秋·文公五年》记载公元前622年，六国为楚国所灭。《左传》补充说，这是因为六国背叛楚国而亲近东夷的结果。同一年，楚国灭位于河南省固始县的蓼国。两国的灭亡，使得鲁国大夫臧文仲感慨皋陶和庭坚（高陽氏之後代，八愷之一）的后裔凋零。
值得注意的是，《史記·十二諸侯年表》记载楚成王熊恽二十六年“灭六英”和楚穆王商臣四年“灭六蓼”，后者就是上述《春秋》经传记载的穆王灭六蓼两国，而《史記·楚世家》在楚成王熊恽二十六年，只提灭英国，不提灭六国。详情待考。